# Attagenus dispar
Attagenus dispar es una especie de coleóptero de la familia Dermestidae.

## Distribución geográfica
Habita en Grecia, Turquía, Egipto Irán y  Siria.